# Марк Вініцій (консул 30 року)
Марк Віні́цій (лат. Marcus Vinicius; 5 до н. е. — 46) — політичний та військовий діяч часів ранньої Римської імперії, консул 30 і 45 років.

## Життєпис
Походив зі впливового роду Вініціїв. Син Публія Вініція, консула 2 року. Замолоду товаришував з майбутнім імператором Калігулою. У 20 році став квестором. У 30 році обійняв посаду консула разом з Луцієм Кассієм Лонгіном. У 33 році одружився з його сестрою Юлією Лівіллою. У 38–39 роках як проконсул керував провінцією Азія.
У 41 році брав участь у змові проти імператора Калігули. Після цього претендував на імператорський трон, але стикнувся з амбіціями Валерія Азіатіка. Ця суперечка призвела до затягування часу, що зрештою привело до оголошення преторіанцями імператором Клавдія. У 43 році Вініцій брав участь у поході до Британії. Отримав від імператора тріумфальні відзнаки.
У 45 році вдруге став консулом, цього разу разом з Титом Статілієм Тавром Корвіном. У 46 році внаслідок інтриг Мессаліни Марка Вініція було страчено (за те, що відкинув кохання імператриці). Йому присвятив свій твір історик Веллей Патеркул.